# 七ツ森 (岩手県)
七ツ森(ななツもり)は、岩手県岩手郡雫石町にある7つの連なった低山の総称である。最高峰は生森で、標高は348m。頂上には七ツ森展望台があり、雫石盆地の田園風景と岩手山や駒ヶ岳を眺めることができる。一帯には七ツ森森林公園が整備されている。

## 構成する山
| 山名     | 標高(ｍ) | 位置 |
| -------- | -------- | ---- |
| 生森     | 348      | 地図 |
| 石倉森   | 297      | 地図 |
| 鉢森     | 343      | 地図 |
| 稗糠森   |          | 地図 |
| 勘十郎森 | 316      | 地図 |
| 見立森   | 304      | 地図 |
| 三角森   | 292      | 地図 |

## 七ツ森が登場する作品
宮沢賢治の生前唯一の詩集『春と修羅』の最初（「序」の次）に収録されている「屈折率」の冒頭には、
と、うたわれている。
七ツ森は2005年3月に「イーハトーブの風景地」の一つとして国の名勝指定を受け、賢治の文学作品ゆかりの地とされている。

## アクセス
- 東北自動車道盛岡インターチェンジより国道46号を秋田方面へ約15分[2]
- 田沢湖線雫石駅よりタクシーで約5分[2]